# 汪寿阳
汪寿阳（1958年7月—），男，江苏人，中国管理科学家，曾任中国科学院大学管理学院院长，中国科学院数学与系统科学研究院副院长、党委书记，中国系统工程学会理事长。